# Rödpannad koua
Rödpannad koua (Coua reynaudii) är en fågel i familjen gökar inom ordningen gökfåglar.

## Utbredning
Fågeln förekommer i regnskog på norra och östra Madagaskar.

## Status
IUCN kategoriserar arten som livskraftig.

## Namn
Fågelns vetenskapliga artnamn hedrar franska filosofen Jean Ernest Reynaud (1806-1863).